# ブリトニーに逢いたくて
『ブリトニーに逢いたくて』（ブリトニーにあいたくて、英: Britney Baby, One More Time）は、2002年に製作されたアメリカ合衆国・フランス・オランダのコメディ映画。
日本では、2003年7月17日に第12回東京国際レズビアン&ゲイ映画祭で上映された。
主演は実際にアメリカのブリトニー・スピアーズそっくりさんコンテストで優勝した、エンジェル“天使”ベントンである。

## キャスト
- ロバート：エンジェル・ベントン
- デュード：マーク・ボーチャート（英語版）
- チャド・クレヴェン
- ジョン・ジョリー